# Minotauria
Minotauria es un género de arañas araneomorfas de la familia Dysderidae. Se encuentra en Creta y Grecia.

## Lista de especies
Según The World Spider Catalog 12.0:
- Minotauria attemsi Kulczyński, 1903
- Minotauria fagei (Kratochvíl, 1970)